# Oligodon cruentatus
Oligodon cruentatus este o specie de șerpi din genul Oligodon, familia Colubridae, descrisă de Günther 1868. A fost clasificată de IUCN ca specie cu risc scăzut. Conform Catalogue of Life specia Oligodon cruentatus nu are subspecii cunoscute.